# Link Gaetz
Link Gaetz (* 2. Oktober 1968 in Vancouver, British Columbia) ist ein ehemaliger kanadischer Eishockeyspieler, der im Verlauf seiner aktiven Karriere zwischen 1985 und 2007 unter anderem 65 Spiele für  die Minnesota North Stars und San Jose Sharks in der National Hockey League (NHL) auf der Position des Verteidigers bestritten hat. Den Großteil seiner aktiven Laufbahn verbrachte Gaetz, der den Spielertyp des Enforcers bzw. Goon verkörperte, jedoch in den nordamerikanischen Minor Leagues.

## Karriere
Seitdem er sieben Jahre alt war, spielte Link Gaetz in organisierten Teams Eishockey. In der Saison 1986/87 spielte er in der kanadischen Juniorenliga Western Hockey League für die New Westminster Bruins sowie für zwei unterklassige Teams. Er spielte eher unauffällig und sorgte kaum für Aufsehen. Erst in der folgenden Saison bei den Spokane Chiefs in der WHL richtete er die Aufmerksamkeit auf sich. In 59 Spielen erzielte er 29 Punkte, doch es waren die 313 Strafminuten, die hervorstachen.
Er wurde wenig später im NHL Entry Draft 1988 von den Minnesota North Stars in der zweiten Runde an Position 40 ausgewählt. Lou Nanne, damaliger General Manager des Teams, kommentierte die Wahl im Entry Draft später so: „In der ersten Runde holten wir Mike Modano, um das Franchise zu schützen. In der zweiten Runden holten wir Link, um Mike Modano zu schützen. In der dritten Runde hätten wir einen Anwalt holen sollen, um Link zu schützen.“
In den Spielzeiten 1988/89 und 1989/90 kam Gaetz insgesamt auf 17 Einsätze in der National Hockey League, danach spielte er nur noch bei den Farmteams der North Stars. Im Sommer 1991 entstand mit den San Jose Sharks ein neues NHL-Franchise, das Link Gaetz über den NHL Dispersal Draft 1991 verpflichtete. Er bestritt daraufhin die Saison 1991/92 bei den Sharks und erzielte dort sechs Tore und ebenso viele Assists. Außerdem erhielt er 326 Strafminuten.
Im April 1992 war Gaetz als Beifahrer in einen schweren Autounfall verwickelt, wobei er sich eine Gehirnverletzung zuzog. Der Unfall wurde zum Wendepunkt in seiner Karriere, denn er erreichte nie wieder die Form um in der NHL zu spielen. Im Herbst 1993 wurde er für einen Zehntrunden-Draftpick zu den Edmonton Oilers transferiert, wo er nur für das Farmteam in der American Hockey League aufs Eis durfte. Im selben Jahr kam er erstmals mit dem Gesetz in Konflikt, als er in die Wohnung eines ehemaligen Zimmerkameraden einbrach, den Fernseher klaute und aufs Bett urinierte.
In den folgenden Jahren spielte er in unbedeutenden unterklassigen Ligen und musste einige Teams wegen seiner Disziplinlosigkeit vorzeitig verlassen. Ab 2001 spielte er in der kanadischen Provinz Québec für kleine Eishockeyteams. In fünf Jahren war er für insgesamt sieben Mannschaften aktiv und beendete 2005 seine Karriere.
Link Gaetz galt als sogenannter Enforcers bzw. Goon, dessen Hauptaufgabe es ist, die Stars des eigenen Teams zu schützen und Spieler der gegnerischen Mannschaft zu foulen. So stellte er in der Saison 1991/92 bei den San Jose Sharks mit 326 Strafminuten in nur 48 Spielen einen Franchiserekord auf, der bis heute Bestand hat.

## Karrierestatistik
(Legende zur Spielerstatistik: Sp oder GP = absolvierte Spiele; T oder G = erzielte Tore; V oder A = erzielte Assists; Pkt oder Pts = erzielte Scorerpunkte; SM oder PIM = erhaltene Strafminuten; +/− = Plus/Minus-Bilanz; PP = erzielte Überzahltore; SH = erzielte Unterzahltore; GW = erzielte Siegtore; 1 Play-downs/Relegation; Kursiv: Statistik nicht vollständig)